# Margareta de Sicilia
Margareta de Sicilia (numită și Margareta de Hohenstaufen sau Margareta de Germania) (n. 1 decembrie 1241, Foggia – 8 august 1270, Frankfurt pe Main), membră a dinastiei Hohenstaufen, a fost prințesă de Sicilia și de Germania. Prin căsătorie, ea a devenit landgrafină de Thuringia și contesă palatină de Saxonia.

## Problema nașterii
Margareta a fost fiica împăratului Frederic al II-lea de Hohenstaufen, rege al Siciliei și al Germaniei, cu cea de a treia sa soție, Isabela de Anglia. Bunicii săi pe linie paternă erau împăratul Henric al VI-lea și Constanța de Sicilia, iar pe linie maternă regele Ioan „Fără de Țară” al Angliei și Isabella de Angoulême.
Data nașterii sale este dificil a fi fixată cu certitudine, dat fiind că există o controversă asupra numărului exact al copiilor avuți de mama ei, Isabela de Anglia. Unele surse, afirmă că ea a fost primul sau al doilea copil al Isabelei, născut către finele anului 1237; altele  consideră că ar fi fost ultimul dintre copii, născut în decembrie 1241, atunci când Isabela a murit la naștere. Istoricii acceptă în general această din urmă dată.

## Viața
La puțină vreme după naștere, în 1242, Margareta a fost promisă spre căsătorie lui Albert „cel Degenerat”, fiul cel mare și moștenitorul margrafului Henric al III-lea „cel Ilustru” de Meissen. Căsătoria a avut loc în iunie 1255, mireasa primind Pleissnerland (orașele Altenburg, Zwickau, Chemnitz și Leisnig) ca zestre.
Cuplul s-a stabilit la rezidența din Eckartsberga, iar ulterior s-a mutat la Wartburg, unde Margareta a dat naștere la cinci copii: trei fii (Henric, Frederic și Dietzmann) și două fiice (Margareta și Agnes). Prin fiul ei Frederic – devenit margraf de Meissen – Margareta a fost străbuna directă a electorilor și regilor de Saxonia și a reginelor Angliei Margareta de Anjou și Ana de Cleves.
În 1265, soțul ei a primit titlurile de landgraf de Thuringia și de conte palatin de Saxonia, ca urmare abdicării tatălui său, care a păstrat pentru sine doar controlul asupra Meissen.
După ce nepotul ei Conradin de Hohenstaufen a fost executat în 29 octombrie 1268 de către Carol de Anjou, Margaret, din poziția de următoare rudă legitimă a Hohenstaufenilor, a devenit regină a Siciliei cu drepturi depline și moștenitoare a dinastiei în ceea ce privește pretențiile asupra Ducatului de Suabia și a Regatului Ierusalimului. Fiul ei Frederic și-a asumat o vreme aceste titluri pe baza drepturilor Margaretei.
După ce a descoperit adulterul soțului ei cu Cunigunda de Eisenberg, Margareta a părăsit Wartburgul; potrivit unei legende, înainte de a pleca, ea l-a mușcat pe fiul ei Frederic de obraz, drept pentru care acesta a căpătat porecla de „cel Mușcat”. Plecarea a avut loc în 24 iunie 1270. Margareta a plecat la Frankfurt pe Main, murind la numai șase săptămâni după aceea.

## Urmași
Margareta și Albert au avut cinci copii:
1. Henric (n. 21 martie 1256 - d. 25 ianuarie/23 iulie? 1282), moștenitor al Pleissnerland din 1274.
2. Frederic (n. 1257 - d. 16 noiembrie 1323), devenit margraf de Meissen.
3. Dietrich, numit Diezmann (n. 1260 - d. 10 decembrie 1307), devenit margraf de Luzacia.
4. Margareta (n. 1262 - d. de tânără, după 17 aprilie 1273).
5. Agnes de Meissen (n. 1264 - d. septembrie 1332), căsătorită înainte de 21 iulie 1282 cu ducele Henric I de Braunschweig-Grubenhagen..